# Karl Emil Schäfer
Karl Emil Schäfer (Krefeld, 17 dicembre 1891 – Becelaere-Zandvoorde, 5 giugno 1917) è stato un militare e aviatore tedesco.
È considerato uno dei principali assi tedeschi della prima guerra mondiale con 30 vittorie aeree confermate.

## Biografia
Karl Emil Schäfer nasce a Krefeld il 17 dicembre 1891. Assolve il servizio militare presso il 10º Reggimento Jäger dell'esercito prussiano. Studente di ingegneria, parlava correntemente sia il francese che l'inglese ed era un ottimo disegnatore. Al momento dello scoppio della guerra egli si trovava a Parigi per motivi di studio, ma riuscì a tornare in Germania e venne assegnato al 7º Reggimento Jäger Reserve. Nel mese di settembre del 1914 gli venne assegnata la Croce di Ferro di seconda classe e promosso al grado di Vizefeldwebel prima di essere gravemente ferito e ricoverato in ospedale per sei mesi. Il suo ritorno in prima linea avvenne nel maggio 1915.

### Il servizio presso l'aviazione
Trasferito in seguito alla Luftstreitkräfte e dopo aver ottenuto la licenza di pilota il 30 Luglio 1916, viene inviato sul fronte orientale nel reparto aereo della Kampfstaffel 8 (Kampfgeschwader 2). Nel mese di gennaio dell'anno successivo viene trasferito sul fronte occidentale e fu assegnato alla Kampfstaffel 11 della Kampfgeschwader 2 dove ha acquisito la sua prima vittoria aerea. Con un solo successo conquistato ebbe l'audacia di telegrafare a Manfred von Richthofen, impegnato nella creazione di una squadriglia di élite (kanone), il seguente messaggio: "Può utilizzarmi?". Richthofen rispose:" La sua presenza è stata già richiesta".
Schäfer viene assegnato alla Jagdstaffel 11 il 21 febbraio 1917. Durante i combattimenti nell'aprile del 1917, ricordato come "Bloody April" (aprile di sangue), gli vengono accreditate 21 vittorie aree diventando così un asso dell'aviazione. Il 26 aprile del 1917 gli viene assegnata la Croce di Cavaliere dell'Ordine Reale di Hohenzollern e, sempre nello stesso giorno, venne messo al comando della Jagdstaffel 28. In seguito viene decorato anche con la Croce di Ferro di prima classe e dell'Ordine al merito militare di Baviera di quarta classe.
Durante il suo periodo alla Jagdstaffel 11, "Karlchen", questo il suo soprannome, ha volato a bordo di un Albatros D.III dipinto di rosso con i piani di coda, il timone di direzione e gran parte della fusoliera posteriore di colore nero. Nonostante la sua intensa attività di pilota trovò il tempo per scrivere la sua autobiografia intitolata "Vom Jäger zum Flieger" (Da soldato a pilota).

### Comando e morte in combattimento
Dopo aver ottenuto il comando della Jagdstaffel 28, ottiene altre 7 vittorie aeree portando il suo totale a 30 abbattimenti. Il 5 giugno 1917 nei pressi di Becelaere-Zandvoorde Schäfer viene abbattuto e ucciso dal F.E.2d del 20º Squadrone della Royal Flying Corps con equipaggio il pilota e asso inglese capitano Harold Satchell e osservatore il tenente Thomas Lewis. L'F.E.2d fece fuoco non colpendo direttamente l'aereo di Schäfer, ma questo si danneggiò rompendosi in pezzi in aria. I due inglesi riferirono che l'aereo abbattuto cadde in fiamme, ma Max Ritter von Müller, pilota ed asso tedesco, testimoniò che vide l'aereo andare in pezzi, ma senza fiamme.